# Serinus citrinelloides
Serinus citrinelloides) là một loài chim thuộc họ Fringillidae.
Chúng được tìm thấy từ Sudan và Eritrea đến Zambia và Mozambique.